# 藤原成経
藤原 成経 （ふじわら の なりつね）は、平安時代末期の公卿。権大納言藤原成親の子。正三位・参議。後白河法皇に近侍し、右近衛少将兼丹波守になり丹波少将と呼ばれた。

## 生涯
安元3年（1177年）、父の藤原成親が平家打倒をはかって、院近臣の西光・俊寛らと鹿ヶ谷の山荘で密議を行ったが、密告により陰謀は露見してしまう（鹿ケ谷の陰謀）。平清盛は関係者全員（およびその近親）の捕縛を決めるが、清盛の弟の教盛（門脇宰相）は成経の舅だった。教盛は六波羅の清盛に哀願して、成経の身柄は一時教盛の邸で預かることが許された。『平家物語』には成経が御産も間近な妻と身の不幸を嘆きあい、娘婿の成経の助命のために清盛に必死に乞請する教盛の様子が描かれている。
関係者の処罰が決まり、首謀者の西光は斬罪、成親は備前国に流罪となる（後に謀殺される）。成経もこれに連座して備中国へ流されるが、更に俊寛・平康頼と共に薩摩国鬼界ヶ島（鬼界嶋）へ流された。
『平家物語』の覚一本（屋代本）では「鬼界嶋」、延慶本では「油黄島」に流されたとされているが、いずれも硫黄島のことと考えられている。ただし、延慶本では、当初三人は異なる島に流刑されていたとしており、康頼は「アコシキノ島」、俊寛は「白石ノ島」と記している。三人が最初から揃って同じ島に流されたという認識は覚一本や流布本系統の『平家物語』によって形成されたものである（鬼界ヶ島を参照）。
翌治承2年（1178年）、教盛の嘆願もあって中宮徳子の安産祈願の大赦が出され、康頼とともに赦免され京へ戻ることができた。この時、俊寛のみは許されずに島にとどまり悲惨な死を遂げる。
帰京後は官を復し、文治元年（1185年）に蔵人頭、建久元年（1190年）に参議、建久5年（1194年）に皇太后宮大夫に任じられた。

## 系譜
- 父：藤原成親
- 母：藤原親隆の娘（藤原北家勧修寺流出身）
- 妻：平教盛の娘
  - 男子：藤原雅経
- 生母不明
  - 男子：藤原成賢
  - 男子：藤原親通
  - 男子：房円
  - 女子：？

## 関連作品
テレビドラマ
- 『新・平家物語』（1972年、NHK大河ドラマ、演：高田裕史）
- 『義経』（2005年、NHK大河ドラマ、演：宮内宏道）